# Cardiochiles therberiae
Cardiochiles therberiae är en stekelart som beskrevs av Sievert Allen Rohwer 1920. Cardiochiles therberiae ingår i släktet Cardiochiles och familjen bracksteklar. Inga underarter finns listade.